# Blintendorf (Gemeinde St. Veit an der Glan)
Blintendorf (im 19. Jahrhundert auch Blindendorf) ist ein Ort in der Gemeinde Sankt Veit an der Glan im Bezirk Sankt Veit an der Glan in Kärnten, in Österreich. Der Ort ist heute identisch mit der in der Katastralgemeinde Sankt Donat liegenden Ortschaft Blintendorf der Gemeinde Sankt Veit an der Glan.
Ein nahe dieser Ortschaft, aber auf dem Gebiet der benachbarten Katastralgemeinde Niederdorf befindliches Gebäude wird heute als Teil der Ortschaft Muraunberg gezählt. Bis in die zweite Hälfte des 20. Jahrhunderts hinein wurde dieses Gebäude jedoch als Teil des Ortes Blintendorf betrachtet und bildete daher eine eigene Ortschaft Blintendorf in der seinerzeitigen Gemeinde Hörzendorf.

## Ortschaft Blintendorf in der Katastralgemeinde Sankt Donat
Die Ortschaft der Gemeinde Sankt Veit an der Glan hat 11 Einwohner (Stand 1. Jänner 2024). Sie liegt auf dem Gebiet der Katastralgemeinde Sankt Donat und gehörte früher zur Gemeinde Sankt Donat.

### Lage

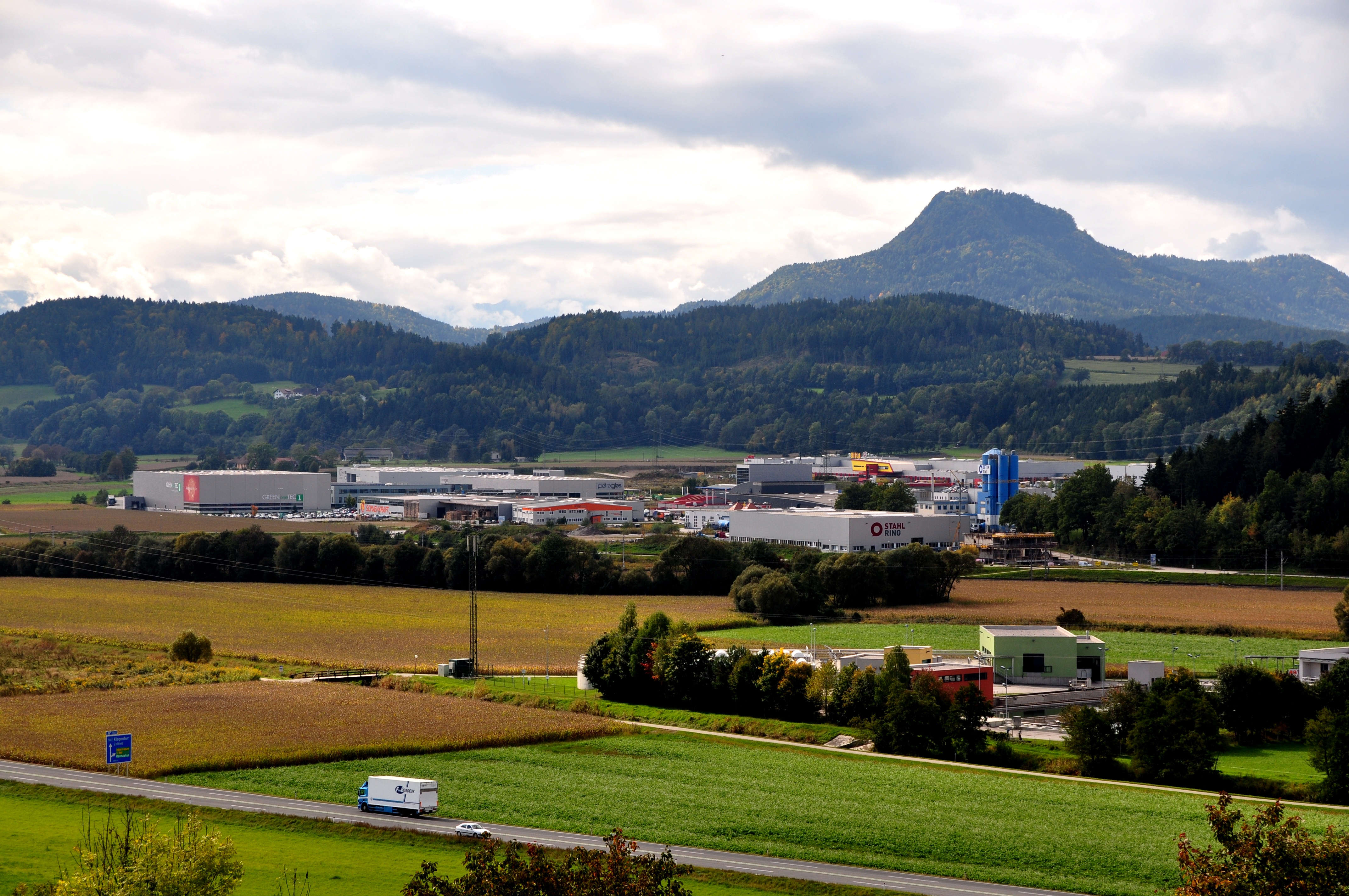
Industriegebiet Blintendorf.

Die Ortschaft liegt im Süden des Bezirks Sankt Veit an der Glan, südlich der Bezirkshauptstadt Sankt Veit an der Glan, am nordwestlichen Rand des Zollfelds. Westlich des kleinen Weilers entstand in den letzten Jahrzehnten ein zur Ortschaft gehörendes, bis an die Glan reichendes Industriegebiet mit einer Fläche von etwa 1 mal ½ Kilometer. Ebenfalls zur Ortschaft Blintendorf gehört die östlich der Glan errichtete Raststätte an der Klagenfurter Schnellstraße.

### Geschichte
In der Steuergemeinde Sankt Donat liegend, gehörten die Häuser auf dem Gebiet des heutigen Orts in der ersten Hälfte des 19. Jahrhunderts zum Steuerbezirk Osterwitz. Bei Bildung der Ortsgemeinden im Zuge der Reformen nach der Revolution 1848/49 kamen diese Häuser an die Gemeinde St. Georgen am Längsee, 1895 an die damals neu gegründete Gemeinde St. Donat. 1958 kam Blintendorf an die Gemeinde Sankt Veit an der Glan.

### Bevölkerungsentwicklung
Für die Ortschaft ermittelte man folgende Einwohnerzahlen:
- 1869: 5 Häuser, 54 Einwohner[3]
- 1880: 5 Häuser, 40 Einwohner[4]
- 1890: 5 Häuser, 32 Einwohner[5]
- 1900: 5 Häuser, 39 Einwohner[6]
- 1910: 5 Häuser, 41 Einwohner[7]
- 1923: 5 Häuser, 39 Einwohner[8]
- 1934: 40 Einwohner[9]
- 1961: 3 Häuser, 14 Einwohner[10]
- 2001: 10 Gebäude (davon 4 mit Hauptwohnsitz) mit 5 Wohnungen; 16 Einwohner und 0 Nebenwohnsitzfälle; 5 Haushalte; 9 Arbeitsstätten, 2 land- und forstwirtschaftliche Betriebe[11]
- 2011: 19 Gebäude, 12 Einwohner, 4 Haushalte, 29 Arbeitsstätten[12]
- 2021: 30 Gebäude, 12 Einwohner, 4 Haushalte, 32 Arbeitsstätten[13]

## Ehemalige Ortschaft Blintendorf in der Katastralgemeinde Niederdorf
Zeitweilig wurde ein nahe der heutigen Ortschaft Blintendorf, aber auf dem Gebiet der Katastralgemeinde Niederdorf – und damit früher zur Gemeinde Hörzendorf gehörendes – Gebäude als eigene Ortschaft Blintendorf in jener Gemeinde geführt.

### Lage

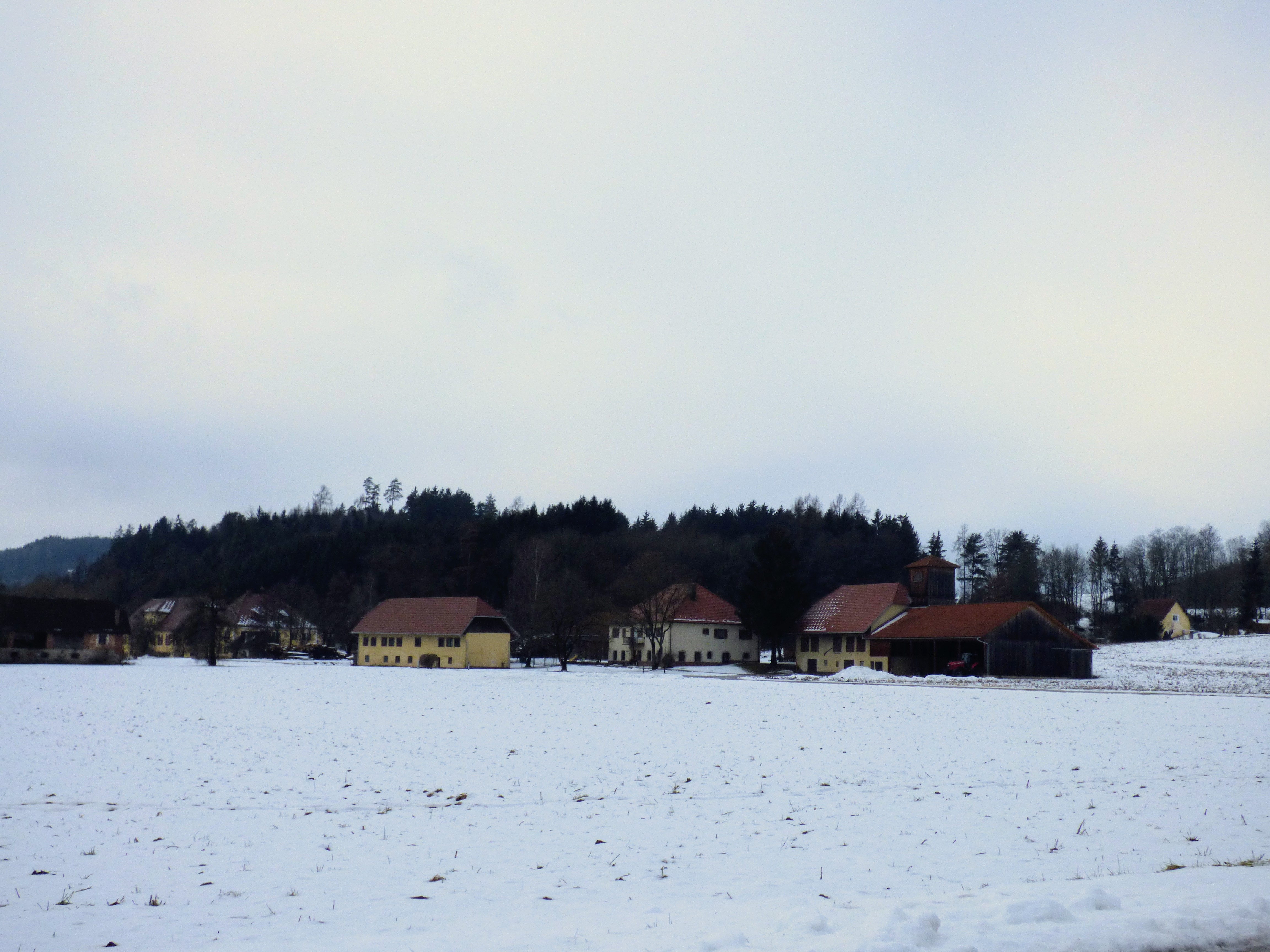
Das kleine Haus am rechten Bildrand im Hintergrund, heute Muraunberg Nr. 2, liegt in der KG Niederdorf und bildete früher eine eigene Ortschaft.

Das Haus liegt am östlichen Rand der Katastralgemeinde Niederdorf, am Übergang vom Zollfeld zum Glantaler Bergland, etwa 100 Meter westlich jenes Weilers, der den Kern der heutigen Ortschaft Blintendorf bildet und schon in der Katastralgemeinde Sankt Donat liegt.

### Geschichte
In der Steuergemeinde Niederdorf liegend, gehörte das Haus in der ersten Hälfte des 19. Jahrhunderts zum Steuerbezirk Karlsberg. Bei Bildung der Ortsgemeinden im Zuge der Reformen nach der Revolution 1848/49 kam dieses Haus an die Gemeinde Hörzendorf (die zunächst unter dem Namen Gemeinde Karlsberg geführt wurde). 1972 wurde es an die Gemeinde Sankt Veit an der Glan angeschlossen. Seither wird das Haus nicht mehr als Blintendorf geführt, sondern es bildet nun einen Bestandteil der Ortschaft Muraunberg (Muraunberg Haus Nr. 2), obwohl es zumindest einen halben Kilometer Luftlinie bzw. 3 ½ Straßenkilometer von den übrigen Häusern der Ortschaft Muraunberg entfernt ist.

### Bevölkerungsentwicklung
Für die ehemalige Ortschaft zählte man folgende Einwohnerzahlen:
- 1869: 1 Haus, 2 Einwohner[15]
- 1890: 1 Haus, 0 Einwohner[16]
- 1900: 1 Haus, 6 Einwohner[17]
- 1910: 1 Haus, 0 Einwohner[18]
- 1923: 1 Haus, 4 Einwohner[19]
- 1934: 2 Einwohner[20]
- 1961: 1 Haus, 2 Einwohner[21]